# Aston Martin Virage
Aston Martin Virage är en sportbil, tillverkad av den brittiska biltillverkaren Aston Martin mellan 1989 och 2000.

## Virage
Aston visade sin första nya bil på 18 år på Birmingham  Motor Show 1988. Chassit var en utveckling av föregångaren V8 och Lagonda. Även motorn kändes igen från företrädaren, men var nu försedd med fyrventilstoppar. Produktionen upphörde 1993 efter 365 tillverkade exemplar.

## V8
En reviderad modell kallad Aston Martin V8 presenterades 1995. Den hade samma kaross som Vantage men sugmotorn från Virage. 101 exemplar tillverkades.

## Volante
1992 debuterade den öppna Virage Volante. Från 1995 fick den Vantage-kaross och såldes som V8 Volante. Tillverkningen uppgick till 233 Virage och 63 V8.

## Shooting Brake
Ett litet antal Virage/V8 byggdes som kombi, i stil med tidigare konverteringar av DB5/6.

## Vantage

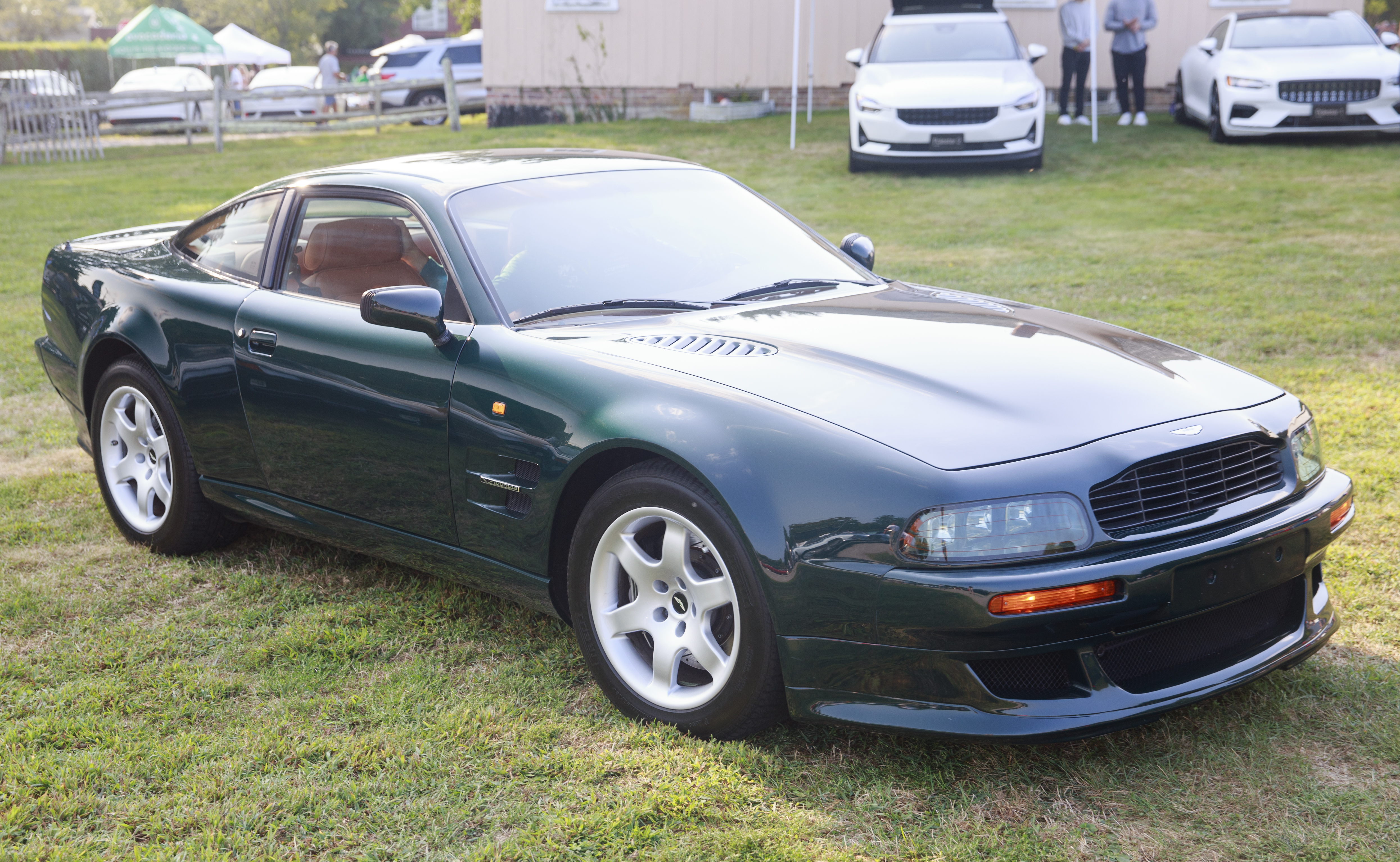
Aston Martin Vantage V550

Astons superbil Vantage introducerades 1993. Karossen hade modifierats med bredare skärmar samt ny front och akter. Motorn hade utrustats med dubbla kompressorer och gav 550 hk. Den uppgraderades därefter till en variant med 600 hk, kallad V600. Tillverkningen uppgick till 280 exemplar; de sista 40 kallades "Vantage Le Mans" och hade större vingar, en täckt grill, ett förstärkt chassi, och lite mer kraft.
Varianter:
| Modell            | Motor                  | Cylindervolym | Effekt     | Bränslesystem                           |
| ----------------- | ---------------------- | ------------- | ---------- | --------------------------------------- |
| Virage            | 8-cyl V-motor dohc 32V | 5340 cm³      | 330 hk     | Bränsleinsprutning                      |
| V8                | 8-cyl V-motor dohc 32V | 5340 cm³      | 350 hk     | Bränsleinsprutning                      |
| 6.3 Works Service | 8-cyl V-motor dohc 32V | 6347 cm³      | 456–500 hk | Bränsleinsprutning                      |
| Vantage V550      | 8-cyl V-motor dohc 32V | 5340 cm³      | 550 hk     | Bränsleinsprutning, dubbla kompressorer |
| Vantage V550      | 8-cyl V-motor dohc 32V | 5340 cm³      | 600 hk     | Bränsleinsprutning, dubbla kompressorer |